# SNK Heroines: Tag Team Frenzy
SNK Heroines: Tag Team Frenzy é um jogo eletrônico de luta anunciado pela desenvolvedora de jogos eletrônicos japonesa SNK, em conjunto com a distribuidora NIS America, em 2018 para os consoles Nintendo Switch e Playstation 4.
O jogo se destaca por conter apenas personagens femininas de propriedade intelectual da SNK e lutas em duplas.

## História
Vários meses após o fim da competição de luta The King of Fighters (referência ao The King of Fighters XIV) realizada por Antonyov Millionaire, lutadoras femininas ficaram presas em um pavilhão. A partir daí um misterioso organizador, Utage, inaugura um torneio de lutas entre elas.

## Informações de jogo
- O jogo se baseia em luta de duplas.[4]
- As lutadoras são personalizáveis, podendo o jogador lhes comprar roupas e acessórios.[4]
- Os movimentos especiais poderão ser executados com apenas um botão.[5]
- Para derrotar a adversária é necessário aplicar o golpe denominado como Dream Finish, sem o qual não será possível finalizar a luta.[6]

## Personagens
O jogo conta com 14 personagens, estando confirmadas:
- Athena Asamiya
- Kula Diamond
- Leona Heidern
- Mai Shiranui
- Yuri Sakazaki
- Nakoruru[8]
- Terry Bogard [9] (em versão feminina)